# Giuliano Melosi
Giuliano Melosi (Saronno, 15 maggio 1967) è un allenatore di calcio ed ex calciatore italiano, di ruolo centrocampista.

## Carriera

### Giocatore
Iniziò la propria carriera nel Varese nel 1985-1986, giocandovi per quattro stagioni tra Serie C1 e Serie C2: in biancorosso mise insieme 92 presenze con 2 gol all'attivo. Nell'estate del 1989 passò alla Pro Sesto (che a fine stagione conquistò la Serie C1), ove militò fino al maggio 1994, con 155 presenze e 13 gol.
Nell'estate del 1994 approdò in Serie B, ingaggiato dal Chievo neopromosso dalla Serie C1; giocò in gialloblù fino al 1998, con 123 presenze e 4 gol.
A 31 anni, nell'estate 1998, venne ingaggiato dal Vicenza, squadra con cui esordì in Serie A il 18 ottobre in occasione dell'incontro Vicenza-Juventus (1-1). Dopo 6 presenze in biancorosso, nel gennaio del 1999 tornò tra i cadetti, a Pescara, ove rimase fino a settembre; passò quindi alla Salernitana, con cui disputò il campionato 1999-2000, marcando 29 presenze e 2 reti. Al termine della stagione ritornò a Pescara.
Ai primi del 2001 militò di nuovo nella Salernitana; tra il 2001 e il 2006 vestì inoltre le casacche di Lecco, ancora Pro Sesto e Bellinzona. Nel 2006-2007 si accasò al Turate, in Serie D, seguitando a giocarvi fino alla stagione 2007-2008.
Chiuse la carriera da giocatore nella stagione successiva (ricoprendo anche il ruolo di allenatore dopo l'esonero di Domenico Zilio) nelle file della Caronnese, all'epoca militante nel campionato lombardo di Eccellenza.

### Allenatore
Nella stagione 2009-2010 allenò l'Insubria di Gazzada Schianno; nel marzo 2011 passò ad allenare la Nuova Pro Sesto in Promozione.
Nel dicembre 2012 si trasferì al Darfo Boario, in Serie D, guidando il club camuno alla salvezza all'ultima giornata della stagione regolare.
Nelle due stagioni successive allenò dapprima il Borgomanero e poi l'Inveruno, sempre in Serie D.
Nel luglio 2015 viene chiamato alla guida del Varese, appena fallito, rifondato e ripartito dal campionato di Eccellenza Lombardia: la squadra biancorossa vince con ampio margine il proprio girone e ottiene la promozione in Serie D. Inizialmente confermato anche per la stagione seguente, il 30 giugno 2016 viene esonerato a seguito di screzi con alcuni giocatori e di divergenze coi vertici societari sulle strategie di calciomercato. Successivamente viene ingaggiato dai bergamaschi della Grumellese, sempre in Serie D dove centra nella prima stagione la salvezza, ma venendo successivamente esonerato il 7 novembre 2017 dopo un avvio sottotono.
Nel 2018 allena il Brugherio, nel 2018-19 il Pavia. Nel 2020 passa al Ponte San Pietro, ma viene esonerato a stagione in corso. 
Il 15 giugno 2022 la Folgore Caratese, società di Serie D, comunica di avergli affidato la guida tecnica della prima squadra a partire dal successivo 1º luglio. La sua squadra si piazza al tredicesimo posto in campionato salvandosi ai play-out contro il Varese.
Il 1º luglio 2023 viene ufficializzato come nuovo allenatore della Sestese, squadra iscritta al torneo di Eccellenza della Lombardia. Il 6 febbraio 2024, con la squadra in zona playout, viene sollevato dall'incarico.

## Palmarès

### Allenatore
- Promozione: 1

Pro Sesto: 2010-2011
- Eccellenza: 2

Pro Sesto: 2011-2012
Varese: 2015-2016